# Maeda Sunszuke
Maeda Sunszuke (Szakurai, 1986. június 9. –) japán válogatott labdarúgó.

## Nemzeti válogatott
A japán U20-as válogatott tagjaként részt vett a 2005-ös ifjúsági labdarúgó-világbajnokságon.